# Чемпіонат Франції з тенісу 1893
Чемпіонат Франції з тенісу 1893 — третій розіграш Відкритого чемпіонату Франції. Жан Шопфер не зміг захистити торішній титул в одиночному розряді, програвши у фіналі Лорану Рібуле, проте разом із Н. Голдсмітом виграв титул у парному розряді.

## Чоловіки

### Одиночний розряд
Лоран Рібуле переміг у фіналі  Жана Шопфера 6-3, 6-3

### Парний розряд
Жан Шопфер /  Н. Голдсміт перемогли у фіналі пару  Дж. Гетлі / Ортманс 6-4, 4-6, 6-2